# Kommunikatorforschung
Die Kommunikatorforschung ist ein zentrales Teilgebiet der Kommunikations- und Medienwissenschaft und befasst sich mit Kommunikatoren bzw. Medienakteuren, deren Persönlichkeit, Handlungsroutinen und deren Einbindung in bestimmte Organisationen (z. B. Redaktionen, einzelnen Journalisten oder Presseagenturen). Ein Kommunikator ist laut Definition ein Akteur (Handlungs- und Rollenträger), der Aussagen für die öffentliche Kommunikation bereitstellt, wobei die sogenannte Kommunikatorforschung die sozialen und beruflichen Merkmale, das Selbstverständnis und die Arbeitsbedingungen eines Kommunikators untersucht.
Forschungsarten der Kommunikatorforschung sind die Journalistik, die sich mit dem Journalisten als Kommunikator befasst und die PR-Forschung, welche PR-Praktiker (z. B. Kommunikationsmanager, Pressesprecher oder Medienberater) zum Forschungsgegenstand hat.
Die Kommunikatorforschung liefert auch biografische Arbeiten über Journalisten oder Redakteure, mit publizistischen Persönlichkeiten, wie dies der Zeitungswissenschaftler Emil Dovifat angeregt hat und analysiert Arbeitsabläufe in Redaktionen und Medienbetrieben.

## Nachweise
1. ↑  B. Blöbaum: Journalist. In: G. Bentele, H.-B. Brosius, & O. Jarren (Hrsg.): Lexikon Kommunikations- und Medienwissenschaft. Springer VS, 2008, S. 143.